# Tíra dán királyi hercegnő (1853–1933)
Tíra dán királyi hercegnő, férjezett Tíra hannoveri királyi hercegné (dánul: Prinsesse Thyra af Danmark, németül: Kronprinzessin Thyra von Hannover, teljes nevén Thyra Amalie Caroline Charlotte Anna, vagyis Tíra Amália Karolina Sarolta Anna; Koppenhága, 1853. szeptember 29. – Gmunden, 1933. február 26.) schleswig–holstein–sonderburg–glücksburgi és dán királyi hercegnő, házassága révén braunschweig–lüneburgi, brit és hannoveri királyi trónörökös hercegné, Cumberland és Teviotdale hercegnéje, Hannover címzetes királynéja.

## Élete

### Származása és ifjúkora
Tíra dán királyi és schleswig–holsteini hercegnő 1853. szeptember 29-én jött világra a szülei koppenhágai palotájában Keresztély schleswig–holstein–sonderburg–glücksburgi herceg (1818–1906) és Lujza hessen–kasseli hercegnő (1817–1898) ötödik gyermekeként, egyben harmadik leányaként. Édesapja egy viszonylag jelentéktelenebb német hercegi család sarja volt, aki felesége révén lett a dán trón várományosa pont a Tíra hercegnő születésének évében. Édesanyja a hesseni uralkodócsalád kasseli ágából származott, és miután fivére lemondott javára a dán trónöröklési sorban betöltött pozíciójáról, a figyelem középpontjába került. Keresztély herceg és felesége boldog házassága nyugodt, felhőtlen gyermekkort teremtett hat gyermekük számára. Később valamennyi gyermek előnyös házasságot kötött, összekötve ezáltal jóformán valamennyi európai uralkodócsaládot.
Miután nővérei mind trónörököshöz mentek feleségül, a hercegnőnek kellően befolyásos férjet próbált találni az édesanyja. Az első jelölt III. Vilmos holland király volt, akit azonban a hercegnő a köztük lévő majdnem harminc évnyi korkülönbség miatt elutasított. Szintén a kérők között szerepelt Artúr brit királyi herceg is. Ezalatt Tíra királyi hercegnő beleszeretett a dán hadsereg egyik tisztjébe, aki a tüzérségnél szolgált hadnagyi poszton. A Vilhelm Frimann Marcherrel folytatott viszonya áldott állapotot eredményezett a hercegnőnél. A terhesség nemkívánatos volt, hiszen a korban amellett, hogy a leányanyákat „romlottnak” tartották, nagyban rontotta a férjhezmeneteli esélyeiket is. A királyi család mindent elkövetett annak érdekében, hogy a terhesség titokban maradjon; a dán sajtóban az ügyet megbetegedésként tálalták. Tíra hercegnő bátyja tanácsára a görög fővárosba utazott, hogy ne legyen szem előtt. A hercegnő 1871. november 8-án hozta világra törvénytelen leánygyermekét, akit a Maria (1871–1964) névre kereszteltek. A csecsemőt örökbe adták egy odensei házaspárnak, Rasmus és Anna Maria Jørgensennek, akik saját nevükre vették a gyermeket és a Kate nevet adták neki. Maria később feleségül ment Frode Pløyen-Holsteinhez; 1964-ben halt meg. Tíra hercegnő a szülés után hosszabb időn keresztül egy római fürdőben kapott gyógykezelést. Marcher nem sokkal leánya születése és a dán királlyal való szembesítés után 1872. január 4-én öngyilkosságot követett el.

### Házassága és gyermekei
Római tartózkodása alatt a dán királyi hercegnő megismerkedett Ernő Ágost hannoveri királyi herceggel (1845–1923). A herceg a hannoveri trónörökösi cím mellett viselte a brit és a braunschweig–lüneburgi hercegi címet is; családjával viszont ausztriai száműzetésben élt, mivel hazáját megszállták a poroszok. A dán királyleánynál nyolc évvel idősebb trónörökös házassági ajánlatot tett, amit a hercegnő nem utasított el. 1878. december 22-én a koppenhágai királyi palota kápolnájában tartották a menyegzőt. A házasságot ugyan a dán udvar támogatta, de a poroszok és a dánok között diplomáciai feszültséget okozott, minthogy poroszellenes szervezkedést láttak benne. A gyanúra az okot az adta, hogy a porosz–osztrák–dán háború óta a dánok és a poroszok ellenséges viszonyt ápoltak, akárcsak a porosz–osztrák–olasz háború óta a hannoveriek és a poroszok. Az ifjú pár ezért rögvest az esküvőt követően sietve távozott az országból.
A házaspár a hannoveri uralkodócsalád ausztriai birtokán telepedett le, ahol meghitt környezetben éltek. Ernő Ágost herceg és Tíra hercegnő harmonikus, boldog frigyéből hat gyermek született:

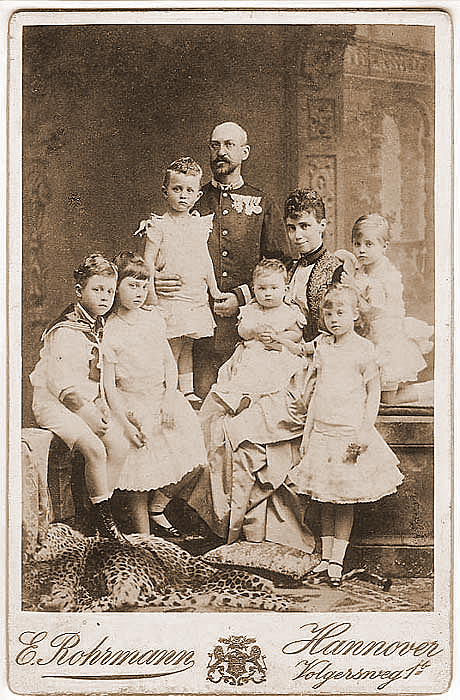
Tíra dán királyi hercegnő családja körében

- Mária Lujza (1879–1948), férje Miksa badeni herceg
- György Vilmos (1880–1912), gyermektelenül halt meg
- Alexandra Lujza (1882–1962), házassága révén Mecklenburg nagyhercegnéje
- Olga Adelheid (1884–1958), gyermektelenül halt meg
- Keresztély Frigyes (1885–1901), gyermektelenül halt meg
- Ernő Ágost (1887–1953), később címzetes hannoveri király és Braunschweig uralkodó hercege.

A család ötödik gyermeke, Keresztély herceg fiatalon hashártyagyulladást kapott és belehalt betegségébe. A legidősebb fiúgyermek, György Vilmos herceg autóbalesetben vesztette életét; ily módon Tíra hercegnőt egyetlen fia élte túl. Leányai közül a legkisebb szüleivel élte le életét, soha nem ment férjhez. Maga Tíra hercegnő utolsó gyermeke kihordása közben idegösszeomlást kapott, de családja odaadó ápolásának köszönhetően hamar felgyógyult.

### Cumberlandi hercegnéként
1872. június 12-én édesapja halálakor Ernő Ágost herceg lett a családfő és a címzetes hannoveri király. Ezzel együtt a herceg megörökölte édesapja brit főnemesi címeit is, amiket még 1799-ben III. György brit király adományozott oda a herceg nagyapjának. Az angol főnemességben a herceg mint Cumberland és Teviotdale hercege, az ír főnemességben mint Armagh grófja szerepelt. E címek egyike sem jelentett tényleges hatalmat és birtokot, noha a cumberlandi hercegi rangot néha szokás az uralkodó hercegi címmel egyenrangúnak tekinteni. Férje révén tehát Tíra hercegnő cumberlandi hercegné és a brit főnemesség tagja lett.
A gmundeni családi kastély egyik gyakori vendége volt I. Ferenc József magyar király, aki jó barátságban állt a hannoveri hercegekkel. Szintén gyakran megfordultak a kastélyban a többi európai előkelőségek; illetve Tíra hercegnő maga is gyakorta utazott látogatóba rokonaihoz, testvéreihez. A hercegnő melankóliára hajló, szomorú természete nehezen viselte a száműzetés egyhangúságot és monotonságát. Szinte állandóan borús hangulata ellenére a legtöbb ismerőse kedvelte; menye, Viktória Lujza porosz királyi hercegnő is szeretettel beszél róla emlékirataiban. Kortársai elismerték kedvességét és szépségét, külön kiemelve szeme különlegességét.
Az első világháború szembefordította egymással a cumberlandi hercegnét és testvéreit, minthogy egyedül a hercegné állt a németek oldalán. Legkisebb fiát a többi német uralkodóval együtt az 1918-as novemberi forradalmak lemondásra kényszerítették; a brit uralkodó rendeletben megfosztotta valamennyi német rokonát brit címeitől, így Tíra hercegnő is megszűnt cumberlandi hercegné lenni. A dán hercegnő Ernő és családja – beleértve menyét és unokáit is – megint ausztriai száműzetésbe vonultak. A família a gmundeni birtokon élt egészen az 1930-as évekig. A hercegnő és testvérei kapcsolata a világháború alatt megszakadt, és utána sem állt helyre egykori viszonyuk. Férje 1923-ban bekövetkezett halála után a hercegnő ugyan meglátogatta szülőföldjét, de testvérei hamarosan meghaltak, az új nemzedékkel pedig nem találta meg a közös hangot.
Tíra dán királyi hercegnő és cumberlandi hercegnő 1933. február 26-án hunyt el száműzetésének színhelyén, hetvenkilenc éves korában. Férje oldalán temették el a kastélyparkban épített mauzóleumba.